# Izukoneko
Mari Mizuta
Izukoneko (いずこねこ), de son vrai nom Mari Izumi (泉茉里, Izumi Mari), est une chanteuse et idole japonaise née le 9 novembre 1994 dans la préfecture de Mie dans la région de Kansai au Japon.
Chanteuse à l'origine soliste, elle annonce l'arrêt officiel de ses activités solo en juillet 2014 et forme à la même année le groupe d'idoles Pla2me qu'elle quitte ensuite en mai 2015.

## Biographie
Izukoneko débute officiellement sa carrière en 2011.
L'année suivante, Izukoneko participe à un festival Niigata Idol Summit 2012 Natsu Matsuri Vol.1-4 tenu du 11 au 14 août 2012. Les groupes tels que Vanilla Beans, hy4_4yh, RYUTist, Babyraids, Rhymeberry et Band Ja Naimon! participent notamment à l’événement.
Elle sort un premier album le 5 septembre 2012 intitulé Saigo no Neko Kōjō, vendu seulement chez Tower Records. Elle sort ensuite un single Room EP le 23 janvier 2013 au niveau national.
Un premier album live d'Izukoneko insuite Namiete sorti le 3 avril. La performance a été enregistrée pendant le concert Izukoneko 1st one-man Live ~Saigo no Neko Kōjō no Hajimari~ at Shinjuku Marz qui s’est déroulé le 10 novembre 2012 qui célèbre le premier anniversaire de ses débuts artistiques. Deux mois plus tard, Izukoneko se produit avec le groupe Rhymeberry lors d’un 2-man live intitulé Joyful Noise Girls le 16 juin. Le concert aura lieu au Tokyo Kinema Club. Des produits dérivés célébrant cette collaboration seront vendus lors de l’événement. Peu après, elle donne un concert solo intitulé Izukoneko 2nd one-man Live Neko to Kemuri to Akai Curtain (Izukoneko 2nd one-man Live 猫と煙と赤いカーテン) qui a lieu au même endroit en novembre 2013 ainsi Neko to Kemuri to Ao (猫と煙と青) en solo le 23 novembre à Osaka. Le même mois, sort un nouveau single intitulé Last Summer EP le  23 novembre.
En mars 2014, elle arrête temporairement ses activités après une querelle avec son producteur Kenta Sakurai. En avril, un projet est lancé sur la plate-forme de financement participatif Camp Fire pour financer le film Sekai no Owari no Izukoneko (世界の終わりのいずこねこ) dans lequel elle joue le rôle principal. En juillet 2014, elle forme le groupe d’idoles Pla2me en compagnie de Saki Kamiya, ex-membre du groupe d'idoles BiS (Brand-new Idol Society), et Izukoneko annonce officiellement l'arrêt de ses activités en solo à partir d'août 2014 pour se consacrer à son nouveau groupe et y travailler sous son nom natal avec une transcription différente (ミズタマリ).
L'année suivante, le film Sekai no Owari no Izukoneko sort officiellement au cinéma le 7 mars 2015 au Japon.
En avril 2015 ont lieu des auditions pour recruter de nouveaux membres après qu'Izukoneko a annoncé son intention de quitter Pla2me en raison de divergences artistiques avec Saki Kamiya ; son dernier concert en duo avec elle se déroule le 31 mai 2015. Pour cela, le groupe change son nom pour POP après l'intégration effective de quatre nouveaux membres.
La chanteuse en juin suivant reprendre ses activités sans informations précises, ; elle ouvre néanmoins son nouveau site officiel et son compte Twitter sous son nouveau nom.
En novembre 2015, Mari Mizuta forme le groupe d'idoles indépendant mtopi avec deux autres membres,.

## Groupe
- Pla2me (2014-2015)
- mtopi (depuis 2015)

## Information personnelle
Izukoneko est ailurophile, ce qui inspire son nom de scène ; elle a notamment développé une grande passion pour le cosplay et l’anime, ces deux termes ont inspiré le nom du groupe Pla2me.

## Discographie

### Albums
Albums studio
Live

## Divers

### Filmographie
Film
1. 2015 – Sekai no Owari no Izukoneko (世界の終わりのいずこねこ?)

### Concerts
1. 10 novembre 2012 –  Izukoneko 1st one-man Live ~Saigo no Neko Kōjō no Hajimari~ at Shinjuku Marz (いずこねこ1stワンマンライブ～最後の猫工場のはじまり～?) (à Tokyo)
2. 4 novembre 2013 –  Izukoneko 2nd one-man Live Neko to Kemuri to Akai Curtain (Izukoneko 2nd one-man Live 猫と煙と赤いカーテン?) (à Tokyo)
3. 23 novembre 2013 - Neko to Kemuri to Ao (猫と煙と青?) (à Osaka)